# جاستن عبدو
جاستن عبدو هو مصارع هاوي كندي، ولد في 18 يناير 1971 في موسجاو في كندا.

## وصلات خارجية
- جاستن عبدو على موقع قاعدة بيانات المصارعة الدولية (الإنجليزية)
- جاستن عبدو على موقع أوليمبيديا (الإنجليزية)
- جاستن عبدو على موقع اتحاد ألعاب الكومنولث (مؤرشف) (الإنجليزية)